# Kiss Me Once Tour
Kiss Me Once Tour er den australske sangerinde Kylie Minogues fjortende koncertturne, som hun gennemførte for at følge op på hendes tolvte studiealbum Kiss Me Once (2014). Turnéen begyndte den 24. september 2014 i Liverpool. Den første del af turnéen blev afholdt i Europa, og i marts 2015 fortsatte den i Minogues hjemland Australien.

## Numre
Akt 1: Sex Is Better
1. "Breathe" (Intro)
2. "Les Sex"
3. "In My Arms"
4. "Timebomb"
5. "Wow"

Akt 2: Secret Kiss
1. "Bauhaus Disco" (Dance Interlude)
2. "Step Back in Time"
3. "Spinning Around"
4. "Your Disco Needs You"
5. "On a Night Like This"
6. "Slow"

Akt 3: Dizzy Kiss
1. "Chasing Ghosts" (Video Interlude)
2. "Dollhouse Medley" : "Enjoy Yourself" (Intro) / "Hand on Your Heart" / "Never Too Late" / "Got to Be Certain" / "I Should Be So Lucky"

Akt 4: Lick Kiss
1. "Skirt" (Video Interlude)
2. "Need You Tonight" (INXS-cover)
3. "Sexercize"
4. "Nu-di-ty" (Dance Interlude)
5. "Can't Get You Out of My Head"
6. "Kids"

Akt 5: French Kiss
1. "Beautiful"
2. "Kiss Me Once"
3. "Get Outta My Way"
4. "Love at First Sight"
5. "The Loco-Motion"
6. "All the Lovers"

Ekstranummer
1. "Into the Blue"

## Turnedatoer
| Dato               | By          | Land                       | Sted                            |
| Europa             | Europa      | Europa                     | Europa                          |
| ------------------ | ----------- | -------------------------- | ------------------------------- |
| 24. september 2014 | Liverpool   | England                    | Echo Arena Liverpool            |
| 26. september 2014 | Manchester  | England                    | Manchester Arena                |
| 27. september 2014 | London      | England                    | The Roundhouse                  |
| 29. september 2014 | London      | England                    | The O2 Arena                    |
| 30. september 2014 | London      | England                    | The O2 Arena                    |
| 1. oktober 2014    | London      | England                    | The O2 Arena                    |
| 3. oktober 2014    | Cardiff     | Wales                      | Motorpoint Arena Cardiff        |
| 4. oktober 2014    | Nottingham  | England                    | Capital FM Arena Nottingham     |
| 5. oktober 2014    | Nottingham  | England                    | Capital FM Arena Nottingham     |
| 7. oktober 2014    | Birmingham  | England                    | National Indoor Arena           |
| 11. oktober 2014   | Monte Carlo | Monaco                     | Sporting Monte-Carlo            |
| 13. oktober 2014   | Madrid      | Spanien                    | Palacio de Deportes             |
| 14. oktober 2014   | Barcelona   | Spanien                    | Palau Sant Jordi                |
| 15. oktober 2014   | Montpellier | Frankrig                   | Park&Suites Arena               |
| 18. oktober 2014   | Budapest    | Ungarn                     | Papp László Budapest Sportaréna |
| 19. oktober 2014   | Bratislava  | Slovakiet                  | Zimný štadión Ondreja Nepelu    |
| 21. oktober 2014   | Praha       | Tjekkiet                   | O2 Arena                        |
| 30. oktober 2014   | Łódź        | Polen                      | Arena Łódź                      |
| 31. oktober 2014   | Kaunas      | Litauen                    | Žalgiris Arena                  |
| 2. november 2014   | Riga        | Letland                    | Arena Riga                      |
| 5. november 2014   | Lille       | Frankrike                  | Zénith de Lille                 |
| 6. november 2014   | Brussels    | Belgien                    | Palais 12                       |
| 8. november 2014   | Dublin      | Irland                     | The O2                          |
| 9. november 2014   | Belfast     | Nordirland                 | Odyssey Arena                   |
| 11. november 2014  | Newcastle   | England                    | Metro Radio Arena               |
| 12. november 2014  | Glasgow     | Skotland                   | SSE Hydro                       |
| 13. november 2014  | Sheffield   | England                    | Motorpoint Arena Sheffield      |
| 15. november 2014  | Paris       | Frankrike                  | Bercy Arena                     |
| 17. november 2014  | Zurich      | Schweiz                    | Hallenstadion                   |
| Australien         |             |                            |                                 |
| 14. marts 2015     | Perth       | Australien                 | Perth Arena                     |
| 17. marts 2015     | Adelaide    | Australien                 | Adelaide Entertainment Centre   |
| 18. marts 2015     | Melbourne   | Australien                 | Rod Laver Arena                 |
| 20. marts 2015     | Sydney      | Australien                 | Sydney Entertainment Centre     |
| 21. marts 2015     | Brisbane    | Australien                 | Brisbane Entertainment Centre   |
| Asien              |             |                            |                                 |
| 28. marts 2015     | Dubai       | Forenede Arabiske Emirater | Meydan Racecourse               |